# Tracyina
Tracyina es un género monotípico de plantas herbáceas, perteneciente a la familia Asteraceae. Su única especie Tracyina rostrata, es originaria de Norteamérica.

## Descripción
Es un hierba anual  que alcanza un tamaño de <35 cm de altura. El tallo ramificado. Hojas alternas , enteras, de menos de 2,5 cm de longitud, estrechamente lanceoladas y los márgenes peludos. Inflorescenciaes terminales; el involucro, <7 mm; brácteas en 2-4 series , ± lineales. Rayos florales <22 en una serie; la corola <5,5 mm, como hilos, poco visible, color pálido o amarillo verdoso, teñido de rojo el disco floral, las frutas <5,5 mm , cilíndricas o fusiformes de color marrón, con pico corto y peludo.

## Distribución y hábitat
Se encuentra en las laderas cubiertas de hierba a una altitud <500 metros en Humboldt, California.

## Taxonomía
Tracyina rostrata fue descrita por Sidney Fay Blake y publicado en Madroño 4(3): 75–77, f. 1. 1937.